# Volta Ciclista a Catalunya 2019
La Volta Ciclista a Catalunya 2019, novantanovesima edizione della corsa e valida come nona prova dell'UCI World Tour 2019 categoria 2.UWT, si svolse in sette tappe dal 25 al 31 marzo 2019 su un percorso di 1 160,3 km, con partenza da Calella e arrivo a Barcellona, in Spagna. La vittoria fu appannaggio del colombiano Miguel Ángel López, il quale completò il percorso in 29h14'17", precedendo il britannico Adam Yates e il connazionale Egan Bernal.
Sul traguardo di Barcellona 100 ciclisti, su 175 partiti da Calella, portarono a termine la competizione.

## Tappe
| Tappa  | Data     | Percorso                             | km      | Vincitore di tappa    | Leader cl. generale |
| ------ | -------- | ------------------------------------ | ------- | --------------------- | ------------------- |
| 1ª     | 25 marzo | Calella > Calella                    | 164     | Thomas De Gendt       | Thomas De Gendt     |
| 2ª     | 26 marzo | Mataró > Sant Feliu de Guíxols       | 166,7   | Michael Matthews      | Thomas De Gendt     |
| 3ª     | 27 marzo | Sant Feliu de Guíxols > Vallter 2000 | 179     | Adam Yates            | Thomas De Gendt     |
| 4ª     | 28 marzo | Llanars > La Molina                  | 150,3   | Miguel Ángel López    | Miguel Ángel López  |
| 5ª     | 29 marzo | Puigcerdà > Sant Cugat del Vallès    | 188,1   | Maximilian Schachmann | Miguel Ángel López  |
| 6ª     | 30 marzo | Valls > Vila-seca                    | 169,1   | Michael Matthews      | Miguel Ángel López  |
| 7ª     | 31 marzo | Barcellona > Barcellona              | 143,1   | Davide Formolo        | Miguel Ángel López  |
| Totale | Totale   | Totale                               | 1 160,3 |                       |                     |

## Squadre e corridori partecipanti
| N.      | Cod. | Squadra               |
| ------- | ---- | --------------------- |
| 1-7     | MOV  | Movistar Team         |
| 11-17   | DQT  | Deceuninck-Quick-Step |
| 21-27   | SKY  | Team Sky              |
| 31-37   | BOH  | Bora-Hansgrohe        |
| 41-47   | MTS  | Mitchelton-Scott      |
| 51-57   | AST  | Astana Pro Team       |
| 61-67   | TBM  | Bahrain-Merida        |
| 71-77   | SUN  | Team Sunweb           |
| 81-87   | TJV  | Team Jumbo-Visma      |
| 91-97   | ALM  | AG2R La Mondiale      |
| 101-107 | UAD  | UAE Team Emirates     |
| 111-117 | TFS  | Trek-Segafredo        |
| 121-127 | GFC  | Groupama-FDJ          |

| N.      | Cod. | Squadra                       |
| ------- | ---- | ----------------------------- |
| 131-137 | LTS  | Lotto Soudal                  |
| 141-147 | EF1  | EF Education First            |
| 151-157 | TKA  | Team Katusha Alpecin          |
| 161-167 | TDD  | Team Dimension Data           |
| 171-177 | CPT  | CCC Team                      |
| 181-187 | BBH  | Burgos-BH                     |
| 191-197 | CJR  | Caja Rural-Seguros RGA        |
| 201-207 | COF  | Cofidis, Solutions Crédits    |
| 211-217 | EUS  | Euskadi Basque Country-Murias |
| 221-227 | ROC  | Roompot-Charles               |
| 231-237 | PCB  | Team Arkéa-Samsic             |
| 241-247 | WGG  | Wanty-Gobert Cycling Team     |

## Dettagli delle tappe

### 1ª tappa
- 25 marzo: Calella > Calella – 164 km

Risultati
| Pos. | Corridore       | Squadra      | Tempo    |
| ---- | --------------- | ------------ | -------- |
| 1    | Thomas De Gendt | Lotto        | 4h14'32" |
| 2    | Max. Schachmann | Bora         | a 2'38"  |
| 3    | Grega Bole      | Bahrain-Mer. | a 2'42"  |

| Pos. | Corridore       | Squadra      | Tempo    |
| ---- | --------------- | ------------ | -------- |
| 1    | Thomas De Gendt | Lotto        | 4h14'16" |
| 2    | Max. Schachmann | Bora         | a 2'48"  |
| 3    | Grega Bole      | Bahrain-Mer. | a 2'54"  |

### 2ª tappa
- 26 marzo: Mataró > Sant Feliu de Guíxols – 166,7 km

Risultati
| Pos. | Corridore          | Squadra    | Tempo    |
| ---- | ------------------ | ---------- | -------- |
| 1    | Michael Matthews   | Sunweb     | 4h09'34" |
| 2    | Alejandro Valverde | Movistar   | s.t.     |
| 3    | Daryl Impey        | Mitchelton | s.t.     |

| Pos. | Corridore          | Squadra  | Tempo    |
| ---- | ------------------ | -------- | -------- |
| 1    | Thomas De Gendt    | Lotto    | 8h23'50" |
| 2    | Alejandro Valverde | Movistar | a 2'47"  |
| 3    | Michael Matthews   | Sunweb   | a 2'48"  |

### 3ª tappa
- 27 marzo: Sant Feliu de Guíxols > Vallter 2000 – 179 km

Risultati
| Pos. | Corridore     | Squadra    | Tempo    |
| ---- | ------------- | ---------- | -------- |
| 1    | Adam Yates    | Mitchelton | 5h02'18" |
| 2    | Egan Bernal   | Sky        | s.t.     |
| 3    | Daniel Martin | UAE        | s.t.     |

| Pos. | Corridore       | Squadra    | Tempo     |
| ---- | --------------- | ---------- | --------- |
| 1    | Thomas De Gendt | Lotto      | 13h28'29" |
| 2    | Adam Yates      | Mitchelton | a 27"     |
| 2    | Egan Bernal     | Sky        | a 30"     |

### 4ª tappa
- 28 marzo: Llanars > La Molina – 150,3 km

Risultati
| Pos. | Corridore          | Squadra  | Tempo    |
| ---- | ------------------ | -------- | -------- |
| 1    | Miguel Ángel López | Astana   | 4h02'07" |
| 2    | Gregor Mühlberger  | Bora     | a 16"    |
| 3    | Marc Soler         | Movistar | s.t.     |

| Pos. | Corridore          | Squadra    | Tempo     |
| ---- | ------------------ | ---------- | --------- |
| 1    | Miguel Ángel López | Astana     | 17h31'05" |
| 2    | Adam Yates         | Mitchelton | a 14"     |
| 2    | Egan Bernal        | Sky        | a 17"     |

### 5ª tappa
- 29 marzo: Puigcerdà > Sant Cugat del Vallès – 188,1 km

Risultati
| Pos. | Corridore        | Squadra   | Tempo    |
| ---- | ---------------- | --------- | -------- |
| 1    | Max. Schachmann  | Bora      | 4h25'45" |
| 2    | Michael Matthews | Sunweb    | a 13"    |
| 3    | Ryan Gibbons     | Dimension | s.t.     |

| Pos. | Corridore          | Squadra    | Tempo     |
| ---- | ------------------ | ---------- | --------- |
| 1    | Miguel Ángel López | Astana     | 21h57'05" |
| 2    | Adam Yates         | Mitchelton | a 14"     |
| 2    | Egan Bernal        | Sky        | a 17"     |

### 6ª tappa
- 30 marzo: Valls > Vila-seca – 169,1 km

Risultati
| Pos. | Corridore        | Squadra      | Tempo    |
| ---- | ---------------- | ------------ | -------- |
| 1    | Michael Matthews | Sunweb       | 3h56'36" |
| 2    | Phil Bauhaus     | Bahrain-Mer. | s.t.     |
| 3    | Daryl Impey      | Dimension    | s.t.     |

| Pos. | Corridore          | Squadra    | Tempo     |
| ---- | ------------------ | ---------- | --------- |
| 1    | Miguel Ángel López | Astana     | 25h53'41" |
| 2    | Adam Yates         | Mitchelton | a 14"     |
| 2    | Egan Bernal        | Sky        | a 17"     |

### 7ª tappa
- 31 marzo: Barcellona > Barcellona – 143,1 km

Risultati
| Pos. | Corridore       | Squadra    | Tempo    |
| ---- | --------------- | ---------- | -------- |
| 1    | Davide Formolo  | Bora       | 3h19'41" |
| 2    | Enric Mas       | Deceuninck | a 51"    |
| 3    | Max. Schachmann | Bora       | a 53"    |

| Pos. | Corridore          | Squadra    | Tempo     |
| ---- | ------------------ | ---------- | --------- |
| 1    | Miguel Ángel López | Astana     | 29h14'17" |
| 2    | Adam Yates         | Mitchelton | a 14"     |
| 2    | Egan Bernal        | Sky        | a 17"     |

## Evoluzione delle classifiche
| Tappa              | Vincitore             | Classifica generale Maglia bianco-verde | Classifica a punti Maglia bianco-blu | Classifica scalatori Maglia bianco-rossa | Classifica giovani Maglia bianco-arancione | Classifica a squadre Numero giallo |
| ------------------ | --------------------- | --------------------------------------- | ------------------------------------ | ---------------------------------------- | ------------------------------------------ | ---------------------------------- |
| 1ª                 | Thomas De Gendt       | Thomas De Gendt                         | Thomas De Gendt                      | Thomas De Gendt                          | Maximilian Schachmann                      | Lotto Soudal                       |
| 2ª                 | Michael Matthews      | Thomas De Gendt                         | Thomas De Gendt                      | Thomas De Gendt                          | Maximilian Schachmann                      | Lotto Soudal                       |
| 3ª                 | Adam Yates            | Thomas De Gendt                         | Thomas De Gendt                      | Thomas De Gendt                          | Egan Bernal                                | Movistar Team                      |
| 4ª                 | Miguel Ángel López    | Miguel Ángel López                      | Thomas De Gendt                      | Thomas De Gendt                          | Miguel Ángel López                         | Movistar Team                      |
| 5ª                 | Maximilian Schachmann | Miguel Ángel López                      | Maximilian Schachmann                | Thomas De Gendt                          | Miguel Ángel López                         | Movistar Team                      |
| 6ª                 | Michael Matthews      | Miguel Ángel López                      | Michael Matthews                     | Thomas De Gendt                          | Miguel Ángel López                         | Movistar Team                      |
| 7ª                 | Davide Formolo        | Miguel Ángel López                      | Michael Matthews                     | Thomas De Gendt                          | Miguel Ángel López                         | Movistar Team                      |
| Classifiche finali | Classifiche finali    | Miguel Ángel López                      | Michael Matthews                     | Thomas De Gendt                          | Miguel Ángel López                         | Movistar Team                      |

Maglie indossate da altri ciclisti in caso di due o più maglie vinte
- Nella 2ª tappa Grega Bole ha indossato la maglia bianco-blu al posto di Thomas De Gendt.
- Nella 2ª e 3ª tappa Luis Ángel Maté ha indossato la maglia bianco-rossa al posto di Thomas De Gendt.
- Nella 3ª e 4ª tappa Alejandro Valverde ha indossato la maglia bianco-blu al posto di Thomas De Gendt.
- Nella 4ª tappa Álvaro Cuadros ha indossato la maglia bianco-rossa al posto di Thomas De Gendt.
- Nella 5ª tappa Gregor Mühlberger ha indossato la maglia bianco-rossa al posto di Thomas De Gendt.
- Dalla 5ª alla 7ª tappa Egan Bernal ha indossato la maglia bianco-arancione al posto di Miguel Ángel López.

## Classifiche finali

### Classifica generale - Maglia bianco-verde
| Pos. | Corridore          | Squadra     | Tempo     |
| ---- | ------------------ | ----------- | --------- |
| 1    | Miguel Ángel López | Astana      | 29h14'17" |
| 2    | Adam Yates         | Mitchelton  | a 14"     |
| 2    | Egan Bernal        | Sky         | a 17"     |
| 4    | Nairo Quintana     | Movistar    | a 25"     |
| 5    | Steven Kruijswijk  | Jumbo       | a 56"     |
| 6    | Michael Woods      | Educ. First | a 1'42"   |
| 7    | Rafał Majka        | Bora        | a 2'27"   |
| 8    | Guillaume Martin   | Wanty       | a 2'41"   |
| 9    | Enric Mas          | Deceuninck  | a 2'49"   |
| 10   | Alejandro Valverde | Movistar    | a 3'02"   |

### Classifica a punti - Maglia bianco-blu
| Pos. | Corridore          | Squadra  | Punti |
| ---- | ------------------ | -------- | ----- |
| 1    | Michael Matthews   | Sunweb   | 29    |
| 2    | M. Schachmann      | Bora     | 28    |
| 3    | Thomas De Gendt    | Lotto    | 16    |
| 4    | Davide Formolo     | Bora     | 13    |
| 5    | Alejandro Valverde | Movistar | 11    |

### Classifica scalatori - Maglia bianco-rossa
| Pos. | Corridore         | Squadra    | Punti |
| ---- | ----------------- | ---------- | ----- |
| 1    | Thomas De Gendt   | Lotto      | 60    |
| 2    | Carlos Verona     | Movistar   | 41    |
| 3    | Gregor Mühlberger | Bora       | 40    |
| 4    | Adam Yates        | Mitchelton | 34    |
| 5    | Egan Bernal       | Sky        | 25    |

### Classifica giovani - Maglia bianco-arancione
| Pos. | Corridore            | Squadra    | Tempo     |
| ---- | -------------------- | ---------- | --------- |
| 1    | Miguel Ángel López   | Astana     | 29h14'17" |
| 2    | Egan Bernal          | Sky        | a 17"     |
| 3    | Enric Mas            | Deceuninck | a 2'49"   |
| 4    | M. Schachmann        | Bora       | a 3'15"   |
| 5    | Odd Christian Eiking | Wanty      | a 7'07"   |

### Classifica a squadre
| Pos. | Squadra                   | Tempo     |
| ---- | ------------------------- | --------- |
| 1    | Movistar Team             | 87h49'11" |
| 2    | Bora-Hansgrohe            | a 5'13"   |
| 3    | Astana Pro Team           | a 10'12"  |
| 4    | Wanty-Gobert Cycling Team | a 16'39"  |
| 5    | Mitchelton-Scott          | a 16'42"  |